# フジクラコンポーネンツ
株式会社フジクラコンポーネンツは、フジクラ（旧：藤倉電線）系の金属加工製品・ゴムモールド製品・プラスチック成形加工製品の製造・販売を主とする企業である。

## 事業内容
- 電力・通信用部品の設計・製造・販売
- 電気自動車急速充電用機器の設計・製造・販売
- 通信用金物の設計・製造・販売
- 各種ゴムモールド品の設計・製造・販売
- 各種プラスチック成形品の設計・製造・販売
- LED使用の省エネプラスチック看板の設計・製造・販売
- 光応用部品（ライトガード、イメージファイバー）製造

## 沿革
- 2005年（平成17年）3月11日 - 電力用部品、通信用金物、ヒートパイプ等の製造・販売をしていた（株）小松川フジクラと配電用部品、プラスチック加工、看板等の製造・販売をしていた藤倉プラスチック（株）と電力用プレハブ式モールド製品、端末・直線接続材料の製造・販売をしていたフジモール（株）が合併し、（株）フジクラコンポーネンツとなる。更に2008年（平成20年）10月1日、送電線・配電線に関わるスパイラル製品を製造・販売するフジクララインテック（株）を吸収して現在に至る。

## 生産拠点
- 本社／石岡事業所（茨城県石岡市柏原4-2 柏原工業団地）
- 東京事務所（東京都江東区木場1-5-1）
- 大阪工場／営業所（大阪市淀川区田川3-4-34）